# تیموتی وی. مورفی
تیموتی وی. مورفی (انگلیسی: Timothy V. Murphy؛ زادهٔ ۵ آوریل ۱۹۶۰) بازیگر اهل ایرلند است. وی از سال ۱۹۹۱ میلادی تاکنون مشغول فعالیت بوده‌است.
از فیلم‌ها یا مجموعه‌های تلویزیونی که وی در آن‌ها نقش داشته است، می‌توان به جاده به پالوما ، شش فوت زیر زمین، جراحی پلاستیک، هاوایی فایو-زیرو، کارآگاه حقیقی، دختران تراژدی و سی‌اس‌آی: نیویورک اشاره نمود.